# 웨이빌
웨이빌(waybill)은 화물수송과 관련된 세부 정보 및 지침을 제공하는 캐리어가 발행한 문서이다. 일반적으로 발송인과 수취인의 이름, 화물의 출발지, 목적지, 경로가 표시된다. 대부분의 화물 운송업체와 트럭 운송 회사는 하우스 빌(house bill)이라고 불리는 사내 웨이빌을 사용한다. 일반적으로 양식 뒷면에는 책임 제한 및 기타 이용 약관을 포함하는 "운송 계약 조건" 조항이 포함되어 있다.
웨이빌은 택배 영수증과 유사하며 발송인과 수취인, 출발지와 도착지에 대한 세부 정보가 포함되어 있다.